# بيلو بوبا مايجاري
بيلو بوبا مايجاري (بالفرنسية: Bello Bouba Maigari)‏ (ولد 1947) وهو سياسي كاميروني وشعل منصب رئيس وزراء الكاميرون بين عامي 1982 و1983 وهو رئيس الاتحاد الديمقراطي والتقدمي (الكاميرون) منذ 1992.